# Bulgarie au-delà du Danube
Bulgarie au-delà du Danube (en bulgare : Отвъддунавска България) est le terme par lequel l'historiographie bulgare désigne les territoires du Premier et du Second empire bulgare situés au nord du Danube.

## Descriptif
Le terme de « Bulgarie au-delà du Danube » est moderne : les sources anciennes ne font pas de différence entre les territoires nord- ou sud-danubiens du Premier et du Second empire bulgare aux VIIIe et IXe siècles et aux XIIe et XIIIe siècles, mais mentionnent occasionnellement divers noms régionaux comme Valko, Severin, Vlashka, Milkovon ; ces territoires, dont les limites nord sont fluctuantes, appartiennent de nos jours à l'est de la Hongrie et de la Serbie (Körösvidék, Voïvodine), à la Roumanie, à la Moldavie et au sud-ouest de Ukraine (Boudjak).
Le Premier Empire bulgare (865–1018) a été partagé entre la Hongrie et les Petchénègues au nord du Danube, et l'Empire byzantin au sud. Le Second Empire bulgare (1185–1422) s'est fragmenté en plusieurs principautés indépendantes dont les tzarats de Vidin et de Tārnovo, les principautés danubiennes de Moldavie et Valachie, le despotat de Dobroudja et quelques knésats plus petits en Macédoine, qui ont tous conservé l'écriture bulgare et le slavon bulgare comme langue de chancellerie et liturgique.
En revanche, la dénomination Bulgarie au-delà du Danube n'inclut pas l'ancienne Grande Bulgarie, elle aussi située au nord du Danube, mais antérieure au Premier et au Second Empire bulgare, qui jusqu'à la bataille d'Ongal se trouvait dans la moitié sud de l'actuelle Ukraine.

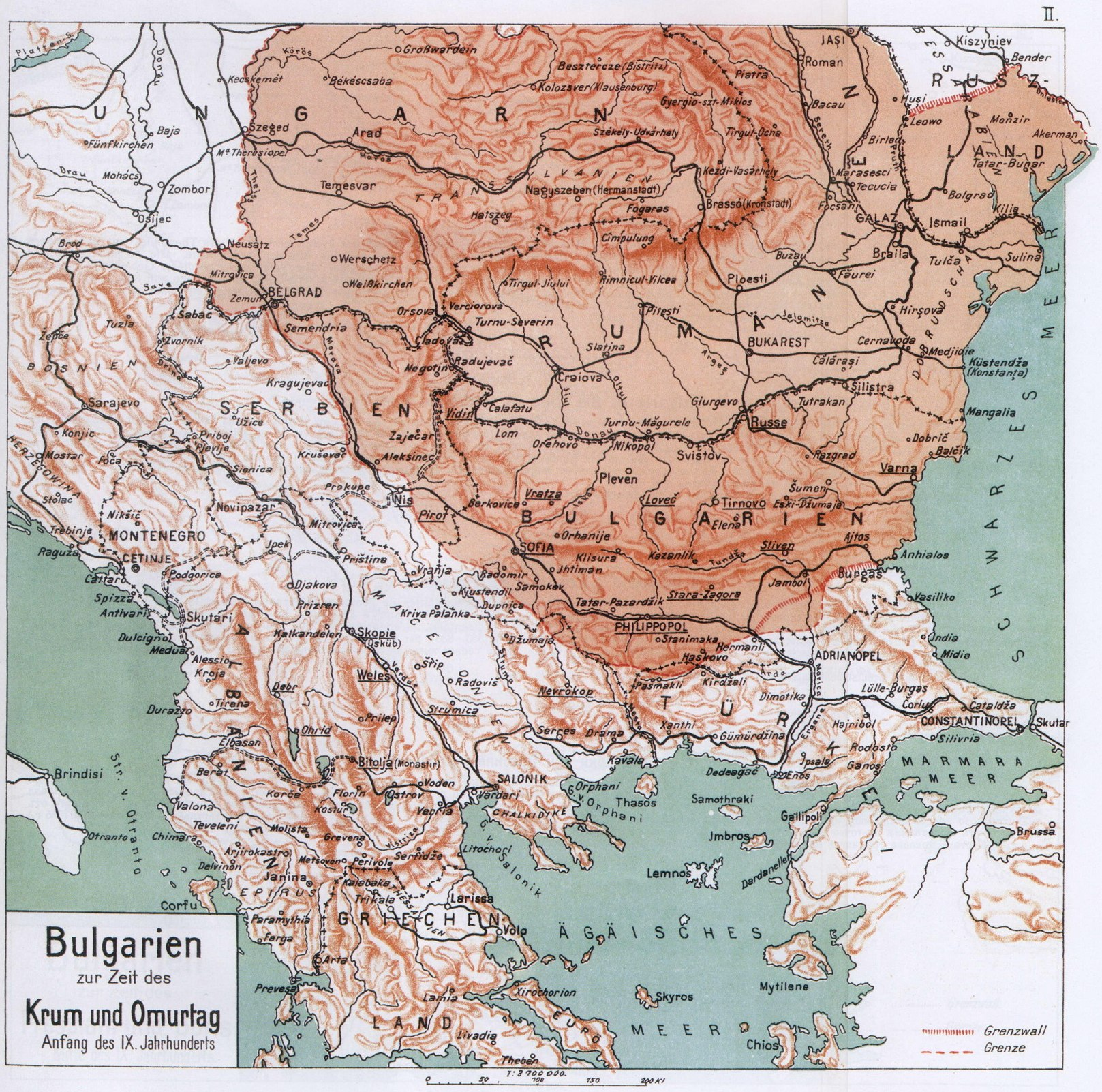
Le Premier Empire bulgare à ses débuts sous Kroum, Omourtag et Pressiyan Ier.
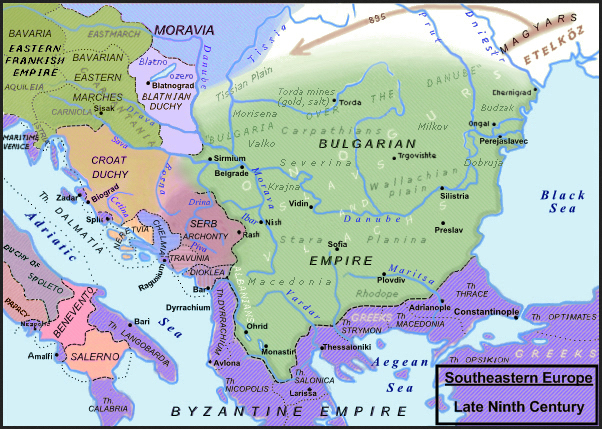
Premier empire bulgare peu avant l'an mil.
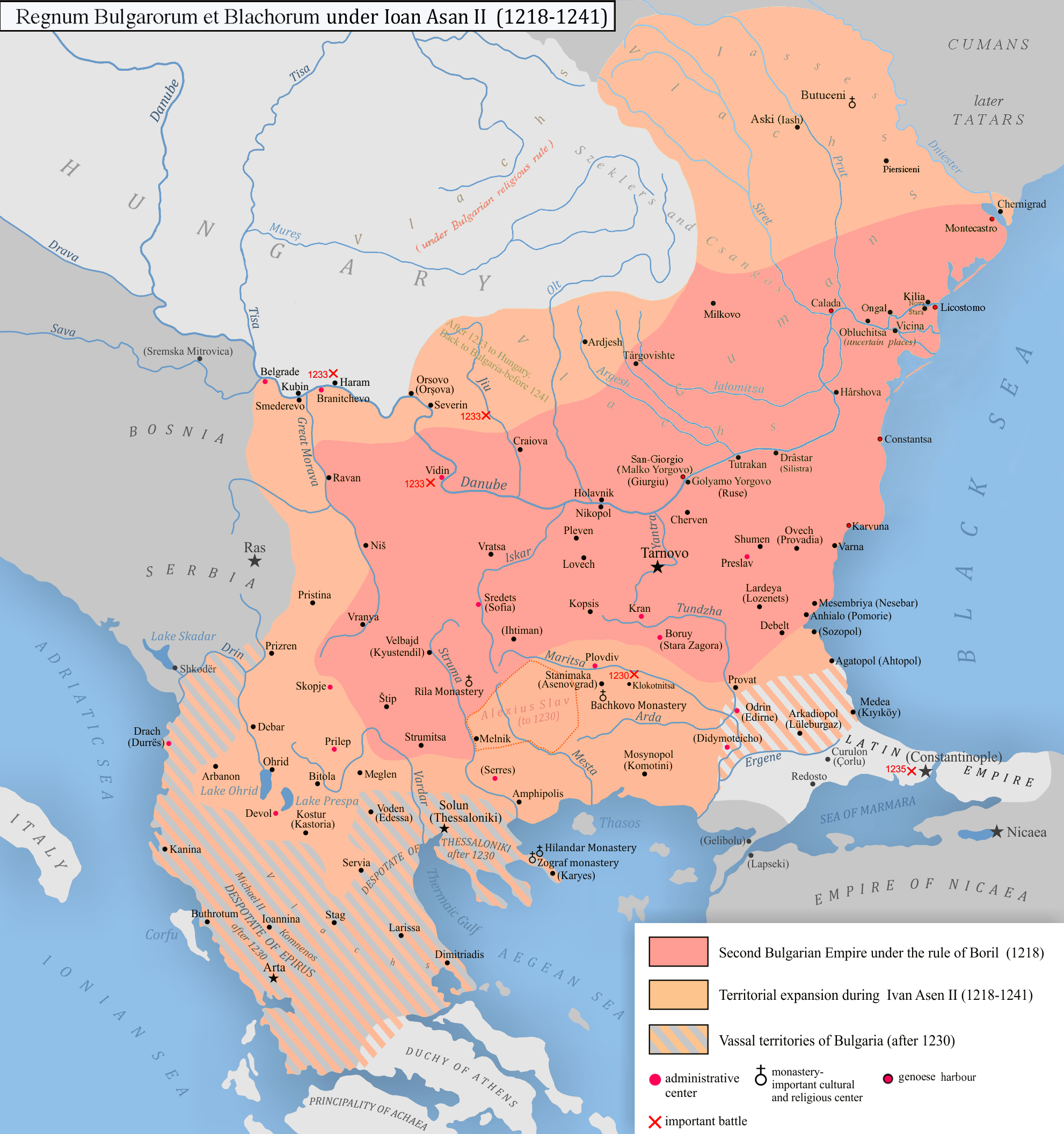
Second empire bulgare sous Jean Asen II.
Le Second Empire bulgare sous Jean Asen II envisagé avec la « Bulgarie au-delà du Danube ».
Le Second Empire bulgare sous Jean Asen II envisagé sans la « Bulgarie au-delà du Danube ».

## Controverses
Parce que les sources anciennes n'utilisent pas ce nom, les sources secondaires modernes, surtout hongroises mais aussi une partie des sources roumaines et bulgares, n'admettent pas l'existence de la « Bulgarie au-delà du Danube » ou bien la minimisent, admettant qu'elle a pu éventuellement comprendre le Boudjak et des parties de la Valachie, mais certainement pas la Transylvanie où, selon les auteurs hongrois, ni slaves ni valaques n'ont pu précéder les Magyars.